# Хайруллина, Минзаля Гайнетдиновна
Минзаля Гайнетдиновна Хайруллина (род. 13 октября 1961, Кипчак-Аскарово, Башкирская АССР) — театральная актриса, Народная артистка Республики Башкортостан (2004)

## Биография
Минзаля Хайруллина окончила в 1983 году факультет театрального искусства Государственного института искусств в Уфе (мастера курса Р. В. Исрафилов и Г. А. Мубарякова).
С 1983 года работает в Башкирском академическом театре драмы имени Мажита Гафури.

## Роли в театре
- «Попугай Жако» В. И. Славкина — Катя
- «Птицы возвращаются в гнёзда» Ш. Рахматуллина — Мадам
- «Милауша» Н. Асанбаева — Милауша
- «Молодые сердца» Ф. Бурнаша — Мэфтуха
- «Старший сын» А. В. Вампилова — Нина
- «Измена предкам» Ф. Богданова — Римма

## Награды и звания
- Народная артистка Республики Башкортостан (2004)
- Заслуженная артистка Республики Башкортостан (1992)